# Благовєщенський Володимир Іванович
Володи́мир Іва́нович Благовє́щенський (*9 січня 1895, Саратов — †2 жовтня 1961) — російський радянський художник-графік.
Народився в Саратові. Проживав в Криму. Провідним жанром у творчості Благовєщенського є пейзаж, зокрема краєвиди Криму (серія ліногравюр: «Містечко на Волзі», 1946; «Старовинна фортеця в Судаку», 1951; «Кримська ніч у Судаку», 1955).